# Arachosia oblonga
Arachosia oblonga är en spindelart som först beskrevs av Eugen von Keyserling 1878.  Arachosia oblonga ingår i släktet Arachosia och familjen spökspindlar. Inga underarter finns listade i Catalogue of Life.